# Westerwaldbahn GmbH
Die Westerwaldbahn des Kreises Altenkirchen GmbH (WEBA, Westerwaldbahn GmbH) ist ein regionales Eisenbahninfrastruktur- (EIU) und ein Eisenbahnverkehrsunternehmen (EVU) im Eigentum des Landkreises Altenkirchen (Westerwald) in Rheinland-Pfalz. Das Unternehmen betreibt die Bahnstrecken Scheuerfeld–Bindweide und Betzdorf–Daaden, letztere als Linie RB97 im Schienenpersonennahverkehr. Hier befördert sie jährlich ca. 365.000 Personen und betreibt zudem zwei Reisezentren in den Bahnhöfen Wissen (Sieg) und Betzdorf (Sieg), das 2022 an die Stelle von dem in Au (Sieg) trat.
Bis 2017 führte die Westerwaldbahn GmbH auf verschiedenen Strecken Schienengüterverkehr durch, und bis 2018 war sie auch im Busverkehr tätig, den sie unter den seitdem gegebenen Bedingungen stark ausweiten konnte, deshalb aber als separates Unternehmen Westerwaldbus GmbH weiterführt. Der Sitz beider Unternehmen ist ihr gemeinsamer Betriebshof Bindweide in Steinebach/Sieg.

## Geschichte
Am 1. Oktober 1914 übernahm der Kreis die Betriebsführung der Bahnstrecke Scheuerfeld–Emmerzhausen und führte sie als Eigenbetrieb des Landkreises bis zum 25. Mai 1999 als Westerwaldbahn des Kreises Altenkirchen. An diesem Tage wurde die Westerwaldbahn des Kreises Altenkirchen in eine GmbH umgewandelt.
Für den Betrieb waren 1914 drei vierfach gekuppelte Dampflokomotiven, vier zweiachsige Personenwagen, ein Post-/Gepäckwagen und 24 zweiachsige Güterwagen vorhanden.
Der Personenverkehr spielte jahrzehntelang nur eine untergeordnete Rolle, dies war auch durch die Ortsferne der Bahnhöfe bedingt. Er wurde – von zahlreichen Sonderfahrten abgesehen – bis zum 30. Oktober 1960 eingestellt, da ein seit 1949 aufgebautes Omnibusliniennetz die Gemeinden des Einzugsgebietes ausreichend versorgt.
Inzwischen betreibt die Gesellschaft seit dem 2. November 1994 wieder Personenverkehr auf der Schiene auf der 10 km langen Bahnstrecke Betzdorf–Daaden. Die Infrastruktur ist von der Deutschen Bahn AG der Westerwaldbahn übereignet und von dieser mit Fördermitteln des Landes saniert worden.
Die Westerwaldbahn betrieb bis Juli 2017 zwischen Scheuerfeld (Sieg) und Weitefeld regelmäßigen Güterverkehr. Die übrigen Abschnitte dieser Strecke sind seit den Jahren nach 1970 außer Betrieb. Außerdem bediente die WEBA bis Ende 2017 Güterverkehr auf der DB-Strecke Altenkirchen–Raubach. Ab 2006 wurde auch der weiterführende Abschnitt bis Selters (Westerw), der sich von 2005 bis 2018 auch im Eigentum der Westerwaldbahn befand, wieder im Güterverkehr befahren.

## Verkehrsverbund
Da die Eisenbahnstrecke Daadetalbahn im Landkreis Altenkirchen (Westerwald) verläuft, gilt in deren Zügen der Tarif des Verkehrsverbunds Rhein-Mosel (VRM). Ebenso ist der Tarif des Verkehrsverbunds Rhein-Sieg (VRS) bzw. der Westfalentarif in den Zügen der Daadetalbahn als Übergangstarif gültig, sofern der Start-/Zielbahnhof der Fahrt im jeweiligen Gebiet liegt. Für Fahrten über die Verbundgrenzen hinaus gilt der Tarif der Deutschen Bahn. Ebenso gültig in den Zügen sind die Rheinland-Pfalz-Tickets sowie das Quer-durchs-Land-Ticket. Die Westerwaldbahn ist Mitglied im Tarifverband der Bundeseigenen und Nichtbundeseigenen Eisenbahnen in Deutschland (TBNE), der die Tarifanerkennung und Einnahmeaufteilung zwischen nichtbundeseigenen Bahnen und der Deutschen Bahn organisiert.

## Streckennetz
Als öffentliche Infrastruktur betreibt die Westerwaldbahn GmbH folgende Strecken:
- Scheuerfeld–Bindweide
- Betzdorf–Daaden

## Verkehr

### Schienenpersonennahverkehr
Die Westerwaldbahn GmbH fährt die Verkehrsleistungen auf der Linie RB 97 Betzdorf (Sieg) – Daaden (Daadetalbahn) im Auftrag des Zweckverband Schienenpersonennahverkehr Rheinland-Pfalz Nord.

### Güterverkehr
Neben Güterverkehr auf der Stammstrecke (Scheuerfeld (Sieg) – Bindweide – Oberdreisbach) führte die Westerwaldbahn auch Güterverkehr auf der Siegstrecke oder der Dillstrecke durch. Die Abwicklung der Güterabfertigung sowie der Fahrten erfolgte im Auftrag der DB Cargo. Vereinzelte Rangierleistungen wurden für die Kreisbahn Siegen-Wittgenstein ausgeführt.
Im Juni 2017 beschloss der Kreistag Altenkirchen die Einstellung des Güterverkehrs durch die kreiseigene Westerwaldbahn. Der Verkehr auf der Stammstrecke wurde Ende Juli eingestellt, auf der Holzbachtalbahn zum 31. Dezember.

### Busverkehr

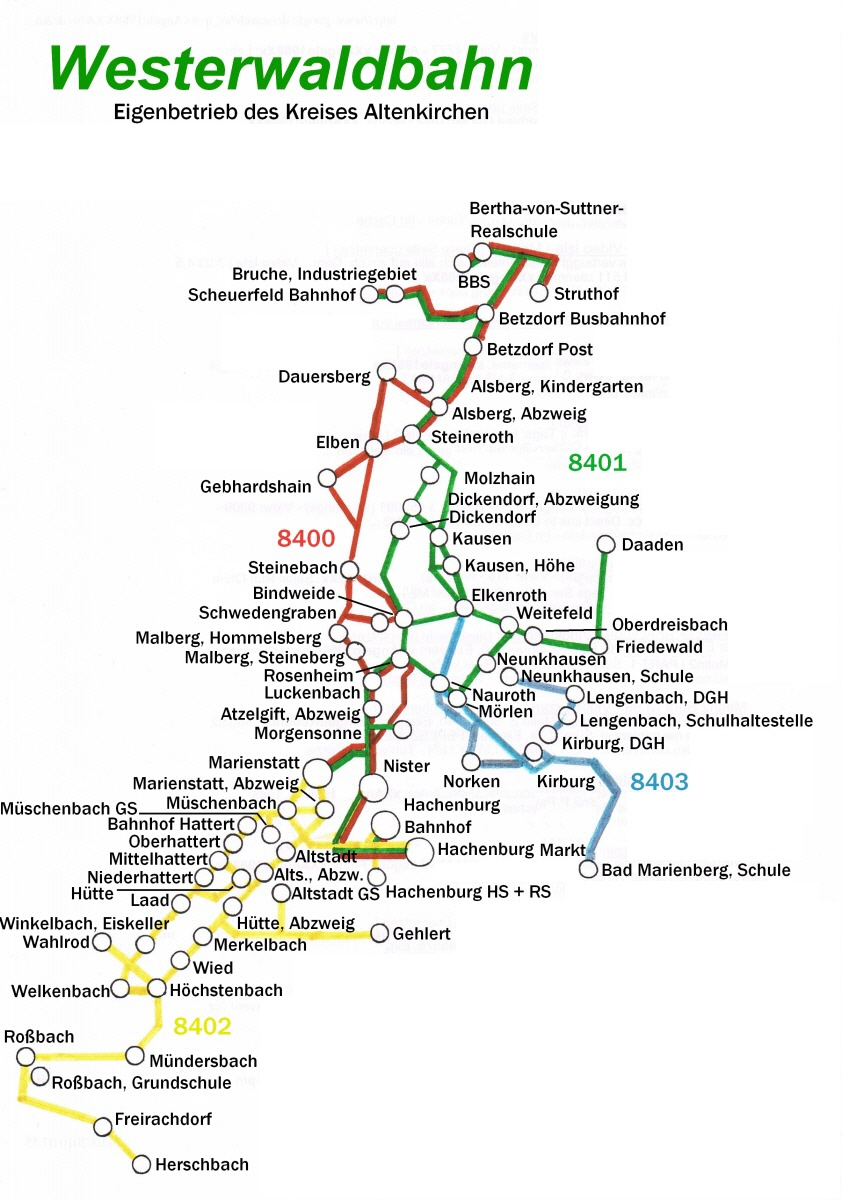
Linienplan der WEBA-Buslinien vor der Umnummerierung

Die Westerwaldbahn betrieb bis 2018 fünf Buslinien:
- 115 Montabaur – Selters – Hachenburg Marktplatz – Hachenburg Bahnhof(gemeinsamer Betrieb mit dem DB Tochterunternehmen Rhein-Mosel-Bus)
- 270 (vormals Linie 8400) Betzdorf – Gebhardshain – (Steinebach) – Marienstatt /– Hachenburg
- 271 (vormals Linie 8401) Betzdorf – Dickendorf / Elkenroth / Rosenheim (Ww) – (Marienstatt) / – Daaden
- 272 (vormals Linie 8402) Hachenburg – Marienstatt – Hattert / Merkelbach – Höchstenbach – Herschbach
- 273 (vormals Linie 8403) Bad Marienberg – Elkenroth / Langenbach bei Kirburg – Neunkhausen[7]

## Fahrzeuge

### Güterverkehr
1956 erhielt die Westerwaldbahn die ersten Diesellokomotiven vom Typ R 30 B der Arnold Jung Lokomotivfabrik, 1957 und 1959 folgte je ein weiteres Exemplar. Sie wurden als V 26.1–4 geführt. Sie wurden zwischen 1998 und 2017 abgestellt (1:2015, 2: 1995, 3: 2017, 4:1998).
1999 und 2006 wurden zwei OnRail DH 1004 für den Verkehr auf der Holzbachtalbahn gekauft, sie erhielten die Nummern 5 und 07.

### Personenverkehr ab 1995
Für den Betrieb auf der Daadetalbahn unterstützte das Land Rheinland-Pfalz den Kauf des noch fast neuen Triebwagens 628 677 von der DB, hinzu kamen modernisiert als Verstärker für die Schülerfahrten der VS23 und VT24 (1968) von der Württembergischen Eisenbahn-Gesellschaft.
Vom 9. Mai 2016 bis zu ihrem Fristablauf Ende 2023 folgten dort die von der HLB übernommenen und modernisierten GTW 2/6 mit den Fahrzeugnummern 525 117 und 118, die ursprünglich für die Hellertalbahn GmbH gebaut und beschafft worden waren; an ihre Stelle traten Ende 2023 die ebenfalls von dort gekauften 509 106 und 109.

## Beteiligungen
Die Westerwaldbahn war an der Hellertalbahn GmbH mit 33,33 % und an der vectus Verkehrsgesellschaft mbH mit 25,1 % beteiligt. Der Betrieb beider Eisenbahnverkehrsunternehmen ging nach verlorenen Ausschreibungen für den Schienenpersonennahverkehr auf den als Einzelbieter erfolgreichen bisherigen Miteigentümer HLB über.
Sie gründete 2017 die Westerwaldbus GmbH als 100-prozentiges Tochterunternehmen, das inzwischen für den Busverkehr im gesamten Kreisgebiet verantwortlich ist.